# Colibrí becfalçat cua-rogenc
El colibrí becfalçat cua-rogenc (Eutoxeres condamini) és una espècie d'ocell de la família dels troquílids (Trochilidae) que habita els boscos de les terres baixes fins als 700 m per l'est dels Andes al sud-est de Colòmbia, est de l'Equador, est i sud-est del Perú i oest de Bolívia.